# Grete Dallner-Malmros
Grete Dallner-Malmros (* 8. Oktober 1905 in Wien; † 26. Mai 1991 ebenda) war eine österreichische Textilkünstlerin, die mit einem ihrer Werke auf der Weltausstellung 1958 in Brüssel vertreten war.

## Leben
Grete Dallner-Malmros war eine österreichische Textil-Designerin, die in Wien lebte und arbeitete. Ihr Vater war Rudolf Malmros, ein Oberinspektor der städtischen Straßenbahnen in Wien und päpstlicher Ehrenkreuzträger des Ehrenzeichens Pro Ecclesia et Pontifice durch Kaiser Franz Joseph I.
Nach Abschluss des Elementaren Lycealpensionats, absolvierte sie die Handelsschule und den Baukurs an der Wiener Frauenakademie, I Stubenring 12, sowie den Pädagogischen Kurs. Zwei Jahre lang praktizierte sie im Österreichischen Werkbund. 1929 trat sie in die  Kunstgewerbeschule, die heutige Universität für angewandte Kunst in Wien in die  Werkstätte für Textilarbeiten Eduard Josef Wimmer ein. Sie studierte bei Rudolf Larisch Ornamentale Schrift und Heraldik. 1933 erhielt sie ihr Diplom. 1933/34 besuchte sie die Fachklasse für Architektur bei Josef Hoffmann und die Werkstätte für Mode- und Textilzeichnen Eduard Josef Wimmer.
Sie war mit Werner Dallner verheiratet, einem Arzt aus Waidhofen an der Ybbs, der bereits 1955 verstarb. Aus dieser Ehe stammte ihre einzige Tochter, die Bildhauerin, Malerin und Keramikerin Edith Dallner.
1991 starb Dallner-Malmros in Wien.

## Werk
Bekannt wurde sie mit der textilen Ausführung auf dem Armlehnstuhl von Norbert Schlesinger für den österreichischen Pavillon der Weltausstellung in Brüssel 1958 von Karl Schwanzer.

## Anerkennung
1932 erhielt sie vom Direktor der Kunstgewerbeschule Alfred Roller die belobigende Anerkennung für ihre Flachmuster-Entwürfe.